# Diliti

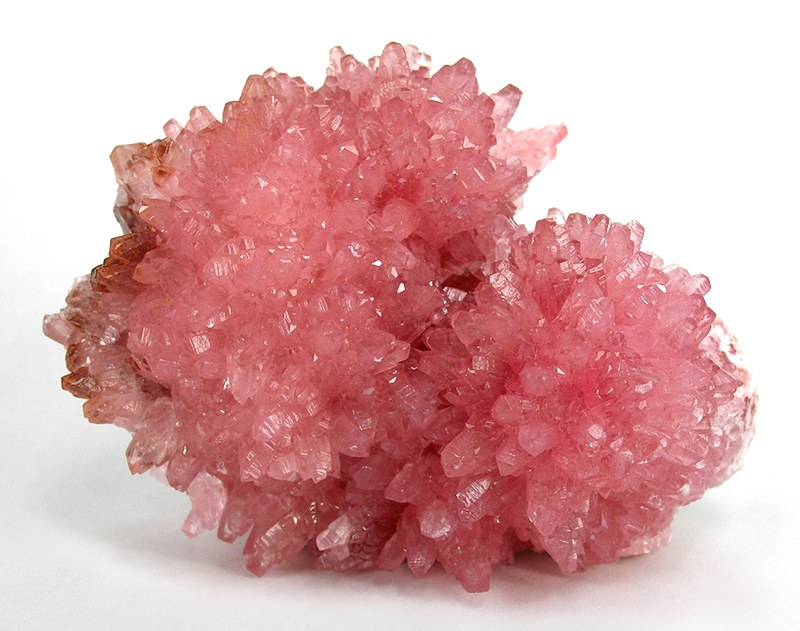
Una calcita rosa utilitzada a l'episodi "Pell de diable" de Star Trek: La nova generació per representar el diliti.

A l'univers fictici de Star Trek, el diliti és un mineral cristal·lí fictici que serveix com a agent de control en els reactors de matèria-antimatèria. A la sèrie original, els cristalls de diliti eren rars i no es podien replicar, cosa que feia que la seva recerca fos un element argumental recurrent. Segons una taula periòdica que es mostra durant un episodi de La nova generació, té el nombre atòmic 87 (que en realitat pertany al franci), i el símbol químic Dt.
En realitat, el diliti (Li2) és una molècula composta per dos àtoms de liti enllaçats covalentment que existeix de manera natural en el liti gasós.
El diliti es representa com un mineral cristal·lí valuós i extremadament dur que es troba de manera natural en alguns planetes.

## Ús
Les propietats fictícies del material a la guia dels autors Star Trek: The Next Generation Technical Manual (1991) l'expliquen com a especialment adequat per contenir i regular la reacció d'anihilació de la matèria i l'antimatèria en el nucli de curvatura d'una nau estel·lar: en un camp electromagnètic d'alta freqüència, s'indueixen corrents de Foucault a l'estructura cristal·lina de diliti, que mantenen les partícules carregades allunyades de la xarxa cristal·lina. Això impedeix que entri en contacte amb l'antimatèria quan està tan energitzat, per tant, mai anihilat, perquè les partícules d'antimatèria mai la toquen.
A la sèrie original, els cristalls de diliti eren rars, i els cristalls fabricats per replicador no eren satisfactoris per al seu ús en motors de curvatura.
Per tant, les històries basades en la necessitat de cristalls naturals de diliti per a viatges interestel·lars, de manera molt semblant als equivalents del món real com el petroli, van fer que els dipòsits d'aquest material fossin un recurs molt disputat entre les faccions fictícies de les històries, i com a tal, els cristalls de diliti han estat utilitzats pels escriptors per introduir conflictes interestel·lars més que totes les altres raons combinades.
Tal com es mostra a la sèrie, els corrents de matèria (gas deuteri) i antimatèria (antideuteri) dirigits al diliti cristal·litzat estan desequilibrats: normalment hi ha molta més matèria al corrent que antimatèria. La reacció d'aniquilació escalfa l'excés de gas deuteri, que produeix plasma per a les nacel·les i permet viatges més ràpid que la llum. A més, els platós de rodatge  que representen els espais sota terra per al funcionament intern de les naus estel·lars tendeixen a representar-se com a adjacents als conductes "EPS" que canalitzen el plasma als sistemes interns crítics de les naus  

## Propietats fictícies
El diliti és un membre d'una sèrie d'elements anomenada "hipersònica", segons un gràfic fictici de la taula periòdica presentat en episodis de Star Trek: La nova generació i Star Trek: Deep Space Nine (1993–1999). Els seus usuaris ficticis sospiten que el material existeix en més dimensions que les tres + una dimensions convencionals de l'espai-temps, i que això d'alguna manera està relacionat amb les seves propietats no convencionals o paradoxals.
L'estructura mineral de diliti és 2(5)6 diliti 2(:)l diallosilicat 1:9:1 heptoferranur, segons la guia dels autors Star Trek: The Next Generation Technical Manual (1991).
Pel que fa a la tecnologia de replicació fictícia tecnologia de replicació utilitzada com a fons per a l'univers Star Trek, tot i que es poden cultivar o replicar cristalls artificials de baixa qualitat, els cristalls sintètics de diliti només poden regular una quantitat limitada d'energia sense fragmentar-se i són en gran part inadequats per al seu ús en motors de curvatura.
En el videojoc Nethack, els vidres de diliti són les gemmes més valuoses que es poden trobar. Són blanques, i tenen la mateixa duresa que el vidre sense valor.